# Omsuktschan
Omsuktschan (russisch Омсукча́н) ist eine Siedlung städtischen Typs in der Oblast Magadan (Russland) mit 3493 Einwohnern (Stand 1. Oktober 2021).

## Geographie
Die Siedlung liegt inmitten der dort bis etwa 1500 m aufragenden nördlichen Ausläufer des Kolymagebirges, etwa 420 Kilometer Luftlinie nordöstlich des Oblastverwaltungszentrums Magadan. Omsuktschan befindet sich am linken Ufer des Omtschiktschan, der etwa 15 km nordöstlich in den rechten Kolyma-Nebenfluss Sugoi mündet.
Omsuktschan ist Verwaltungszentrum des nach ihm benannten Rajons Omsuktschanski.

## Geschichte

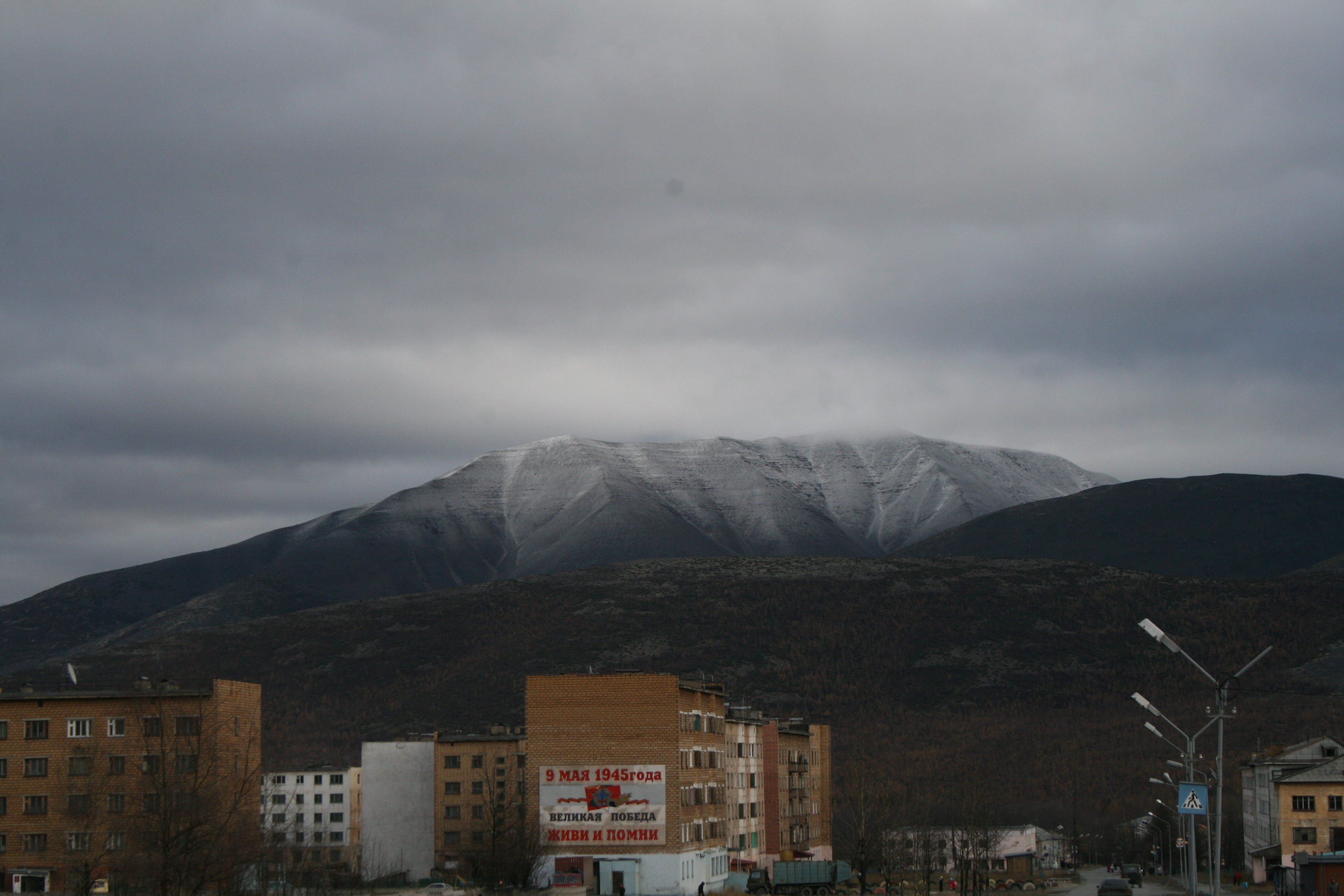
Omsuktschan (September 2009)

Die Geschichte des Ortes beginnt mit der Entdeckung von Kohlevorkommen 1937 und Zinnlagerstätten 1939 in der weiteren Umgebung. Als Gründungsjahr des Ortes gilt 1940. Der Ortsname stellt eine Abwandlung des Flussnamens Omtschiktschan dar, einer ewenischen Bezeichnung für kleinere sumpfige, schwer begehbare Örtlichkeiten. 1941 nahmen die ersten zwei Bergwerke den Betrieb auf: Industrialny in den Bergen unweit nordwestlich des Ortes und Galimy unweit der inzwischen aufgegebenen Siedlung 20 km südlich.
Eine Straße zum Bergbaugebiet wurde zunächst aus Richtung der Bucht Pjostraja Dreswa, 120 km Luftlinie südöstlich am Ochotskischen Meer gelegen, gebaut und 1945 fertiggestellt. Später wurde eine Trasse aus südwestlicher Richtung, ausgehend von der Straße Kolyma, angelegt und 1954 eröffnet. Von 1951 bis 1956 befand sich in Omsuktschan die Omsuktschan-Lagerabteilung (OmsuktschanLag) der Dalstroi-Verwaltung im System des Gulag mit bis zu 8.200 Häftlingen, die im Berg- und Straßenbau eingesetzt wurden.
1953 wurde Omsuktschan der Status einer Siedlung städtischen Typs verliehen. 1954 wurde die Siedlung Rajonverwaltungszentrum, als der gleichnamige Rajon durch Ausgliederung aus dem östlichen benachbarten Rajon Sewero-Ewenski entstand.
Bereits ab dem Ende der 1950er-Jahre zeichnete sich eine Erschöpfung der Zinnerzvorräte ab; nach neuen Funden in den 1960er-Jahren schlossen die letzten Zinnschächte gegen Ende der 1980er-Jahre. Einen neuen Aufschwung nahm der Bergbau jedoch durch die Entdeckung riesiger Silbererzvorkommen um 1980, später auch von Gold.

## Bevölkerungsentwicklung
| Jahr | Einwohner |
| ---- | --------- |
| 1959 | 2395      |
| 1970 | 4154      |
| 1979 | 7308      |
| 1989 | 9873      |
| 2002 | 4529      |
| 2010 | 4157      |
| 2021 | 3493      |

Anmerkung: Volkszählungsdaten

## Wirtschaft und Infrastruktur
Hauptwirtschaftsfaktor ist heute der Abbau von Silber- und Goldvorkommen, insbesondere bei der gut 20 km nordwestlich gelegenen Siedlung Dukat. In Omsuktschan befindet sich eine Fabrik für die Erzanreicherung. Daneben wird Kohle für die lokale Energieversorgung abgebaut und in der Umgebung Rinderhaltung für die lokale Versorgung betrieben sowie im Rajon durch die indigene Bevölkerung Rentierhaltung.
Einige Kilometer südwestlich des Ortes befindet sich ein Flughafen (ICAO-Code UHMF), der von Magadan aus von IrAir (IrAero) angeflogen wird (Stand 2010). Über die Straße 44N-3 ist Omsuktschan an die 300 km entfernte Fernstraße R504 (Kolyma) angeschlossen. Über diese knapp 600 km lange Route über mehrere Gebirgspässe besteht eine seltene, aber regelmäßige Busverbindung. Eine lokale Straßenverbindung führt nach Dukat. Die den Hauptkamm des Kolymagebirges kreuzende Straße zur Pjostraja-Dreswa-Bucht am Ochotskischen Meer wurde bereits seit den 1970er-Jahren nicht mehr durchgehend unterhalten und wird auch in ihrem Nordabschnitt nach Aufgabe der Ortschaften Galimy und Merenga in den letzten Jahren nicht mehr befahren.